# Liste der denkmalgeschützten Objekte in Marianské Radčice
Grundlage dieser Liste der denkmalgeschützten Objekte in Mariánské Radčice ist die ÚSKP-Liste (Ústřední seznam kulturních památek České republiky, deutsch Zentrale Liste der Kulturdenkmäler der Tschechischen Republik), die von der tschechischen Denkmalschutzbehörde NPÚ (Národní památkový ústav, deutsch Nationale Denkmalbehörde) seit 1987 geführt wird und an die seit dem Jahr 1850 geschaffenen Listen anschließt.

## Mariánské Radčice(Maria Ratschitz)
| Lage                                                                     | Objekt                                           | Beschreibung | ÚSKP-Nr.                  | Bild                  |
| ------------------------------------------------------------------------ | ------------------------------------------------ | --- | ------------------------- | --------------------- |
| Mariánské Radčice (Standort)                                             | Wallfahrtskirche der schmerzhaften Mutter Gottes | Wallfahrtskirche der schmerzhaften Mutter Gottes (Kostel Panny Marie Bolestné)                                                   | 43752/5-376 Info Katalog  | weitere Bilder        |
| Mariánské Radčice, im Kreuzgang der Wallfahrtskirche (Standort)          | Marienstatue                                     | Marienstatue, urspr. auf dem Dorfplatz vom ehem. Ort Kamenná Voda (Steinwasser)                                                  | 43744/5-344 Info Katalog  | Marienstatue          |
| Mariánské Radčice, im Kreuzgang der Wallfahrtskirche (Standort)          | Sockel eines Kreuzes                             | Sockel eines Kreuzes mit Marien-Relief, urspr. in den Feldern bei Vysoké Březno (Hochpriesen), OT von Malé Březno (Kleinpriesen) | 43750/5-373 Info Katalog  | Sockel eines Kreuzes  |
| Mariánské Radčice, am Pfarrhaus Nr. 22 (Standort)                        | Bildstock                                        | Bildstock, urspr. im ehem. Ort Holešice (Holschitz) am Weg nach Most                                                             | 43820/5-5065 Info Katalog | Bildstock             |
| Mariánské Radčice, südlich vom Bach (Standort)                           | Bildstock                                        | Bildstock, urspr. an der Allerheiligenkirche im ehem. Ort Albrechtice (Ulbersdorf)                                               | 43742/5-329 Info Katalog  | Bildstock             |
| Mariánské Radčice, am Pfarrhaus Nr. 22 (Standort)                        | Zwei Sühnekreuze                                 | Zwei Sühnekreuze, urspr. an der Allerheiligenkirche in Albrechtice                                                               | 43821/5-5066 Info Katalog | Zwei Sühnekreuze      |
| Mariánské Radčice, am Pfarrhaus Nr. 22 (Standort)                        | Laurentius-Statue                                | Statue des hl. Laurentius von Johann Adam Dietz, urspr. auf dem Dorfplatz in Holešice                                            | 43740/5-326 Info Katalog  | Laurentius-Statue     |
| Mariánské Radčice, auf der nordwestlichen Brüstung der Brücke (Standort) | Statue des hl. Johannes von Nepomuk              | Statue des hl. Johannes von Nepomuk von Johann Adam Dietz, urspr. auf einer Brücke an der Nikolauskirche in Holešice             | 43741/5-328 Info Katalog  | weitere Bilder        |
| Mariánské Radčice, auf der nordöstlichen Brüstung der Brücke (Standort)  | Statue des hl. Felix                             | Statue des hl. Felix von Cantalice von Johann Adam Dietz, urspr. auf einer Brücke an der Nikolauskirche in Holešice              | 44113/5-328 Info Katalog  | Statue des hl. Felix  |
| Mariánské Radčice, im Ort (Standort)                                     | Dreifaltigkeitssäule                             | Dreifaltigkeitssäule | 47688/5-3547 Info Katalog | Dreifaltigkeitssäule  |
| Mariánské Radčice, Komenského 1 (Standort)                               | Haus Nr. 1                                       | Bürgerhaus, ehem. Pfarramt | 43751/5-375 Info Katalog  | Haus Nr. 1            |
| Mariánské Radčice (Standort)                                             | Schacht Koh-i-noor II                            | Kohlengrube „Koh-i-noor II“, geschützt sind Grubengebäude, Fördertürme, Kompressorenhaus, Lagerhaus und Werkstatt                | 51437/5-5920 Info Katalog | Schacht Koh-i-noor II |

Vier der urspr. sieben Wegkapellen (Bildstöcke) zu den sieben Schmerzen Mariens am Pilgerweg vom nicht mehr existierenden Dorf Libkovice (Liquitz) nach Mariánské Radčice wurden nach Vtelno (Wteln), OT von Most übertragen.